# Lauenburgischer Landeskommunalverband

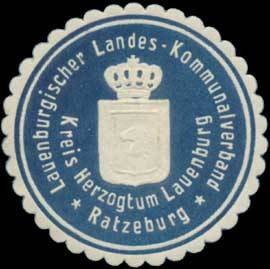
Siegelmarke Lauenburgischer Landes-Kommunalverband

Der Lauenburgische Landeskommunalverband (auch Landeskommunalverband Kreis Herzogtum Lauenburg) war eine Körperschaft des öffentlichen Rechts zur Selbstverwaltung der Angelegenheiten der Gemeinden des Landes. Als höherer Kommunalverband bestand er zunächst für die vier Ämter Lauenburg an der Elbe, Ratzeburg, Schwarzenbek und Steinhorst in Sachsen-Lauenburg, in die die Kommunen des Herzogtums gegliedert waren. Das Herzogtum wurde am 1. Juli 1876 als Kreis Herzogtum Lauenburg in die preußische Provinz Schleswig-Holstein eingegliedert. Der Landeskommunalverband wurde 1933 seiner Selbstverwaltungsgremien beraubt und verlor 1937 in Folge des Groß-Hamburg-Gesetzes seine hoheitlichen Aufgaben. Er wurde nach 1945 nicht wieder belebt.

## Geschichte
Gegründet wurde der Verband am 7. Dezember 1872 durch das Gesetz, betreffend der Übertragung der Verwaltung des Domanialvermögens auf den Landeskommunalverband und die 1585 vereinigte Ritter- und Landschaft wurde zu seiner Vertreterin bestellt. Die Ritter- und Landschaft wählte aus ihrer Mitte das Landratskollegium als Exekutive für den Verband, dem der Inhaber des Gutes Gudow als Erblandmarschall vorstand. Dominierten früher adelige Mitglieder den Landtag, verfügte das Verfassungspatent des Herzogs, Friedrich VII. von Dänemark, vom 20. Dezember 1853, dass die 15 Abgeordneten sich aus je fünf Vertretern der Städte, der Bauern und der landtagsfähigen Güter zusammensetzte.
Der Landeskommunalverband übernahm auch das ehemals herzogliche Kirchenpatronat an den Kirchen hinsichtlich des „ganzen Landes“, mit Ausnahme der Städte und adeligen Güter. Bei Eingliederung der lutherischen lauenburgischen Landeskirche in diejenige Schleswig-Holsteins 1876/1877 wurde das lauenburgische Kirchenpatronat bestätigt. Der Landeskommunalverband leistete Holz- und Korndeputate, Zuschüsse zu Pastorengehältern, zu Pastorenpensionen und Witwengeldern und einen Zuschuss zum Salär des Superintendenten der Landeskirche Lauenburgs bzw. lauenburgischen Landessuperintendenten (bis 1979), zuletzt gezahlt vom Rechtsnachfolger Kreis Herzogtum Lauenburg. 1977 bis 1979 wurden die Lasten aus dem Patronat zwar weitgehend abgelöst, nur die auf den Wäldern des Landeskommunalverbandes (heute des Kreises) lastende Pflicht, Bauholz für den Kirchenbau und -unterhalt zu stellen, besteht in eine Zahlung umgewandelt bis heute. Auf Vorschlag des Sprengels Lauenburg bestellte der Vorsitzende des Landeskommunalverbandes Patronatsvertreter für die Kirchen- und Kapellengemeinden unter seinem Patronat.
Als Teil Preußens war der Landtag in Berlin seit der Eingliederung Sachsen-Lauenburgs 1876 die parlamentarische Vertretung des Kreises Herzogtum Lauenburg. Da aber seit 1869 zwischen Landratskollegium unter Erblandmarschall Friedrich Gottlieb von Bülow und dem Minister für Lauenburg, Otto von Bismarck zäh um die Bewahrung der Eigenständigkeit verhandelt worden war, gestand der Herzog, Wilhelm I. von Preußen, durch Vertrag am 19. Juni 1871 dem Lande etwa fünf Siebtel des herzoglichen Domaniums zu. Bismarck erhielt am 24. Juni 1871 den verbliebenen herzoglichen Anteil „in Anerkennung seiner Verdienste als eine Dotation zum Eigentum“. Die anderen fünf Siebtel am Domanium wurden der Grundstock des Vermögens des Landeskommunalverbandes. So dotiert, bewahrte sich die Ritter- und Landschaft einigen Handlungsspielraum für die Zeit, nachdem die Steuerhoheit auf Preußen übergegangen sein würde. Die Ritter- und Landschaft tagte in Ratzeburg im Landschaftlichen Haus, erbaut 1859/1860.
Am 23. Juni 1876 stimmte die Ritter- und Landschaft dem Gesetz, betreffend die Vereinigung des Herzogthums Lauenburg mit der Preußischen Monarchie zu. „Das Herzogthum Lauenburg wird vom 1. Juli 1876 ab in Gemäßheit des Art. 2 der Verfassungsurkunde für den Preußischen Staat mit der Preußischen Monarchie für immer vereinigt“, lautet § 1. Wichtig für den Landeskommunalverband aber war § 7: „An dem provinzialständischen Verbande von Schleswig-Holstein nimmt das Herzogthum keinen Theil.“ Die vier lauenburgischen Ämter wurden als Mittelbehörden aufgelöst und ihre Aufgaben gingen auf den neuen Kreis Herzogtum Lauenburg über.
1875/1876 erhielten alle preußischen Provinzen neu verfasste Parlamente, die Provinziallandtage, die preußischen Kreise bildeten jeweils auf Provinzialebene einen höheren Kommunalverband namens Provinzialverband. Im Kreis Herzogtum Lauenburg übernahm dessen Aufgaben der bereits bestehende Landeskommunalverband.
Der Landeskommunalverband war für Wirtschafts- und Sozialpolitik, für Kulturförderung und Siedlungs- und Verkehrsplanung verantwortlich. Die Ritter- und Landschaft, die als eine Art Sonderparlament weiterbestand, bestimmte nach § 8 (Abs. 2) des Vereinigungsgesetzes die Geschicke des Landeskommunalverbandes. Dies änderte sich 1882, als im Kreis Herzogtum Lauenburg die Kreisordnung für die sechs östlichen Provinzen Preußens von 1872 eingeführt wurde. Die Verordnung vom 24. August 1882, betreffend die Vertretung des Lauenburgischen Landeskommunalverbandes hob die Ritter- und Landschaft des Herzogtums Lauenburg mit Wirkung vom 1. Oktober 1882 auf, doch wurde für den Kreis Herzogtum Lauenburg eine Kreisversammlung nach Sondervorschriften gebildet, die sich von der regulären Kreisordnung für Schleswig-Holstein bis 1919 unterschieden. Die Verordnung bestimmte in Artikel V (Absatz 4), dass der Landeskommunalverband sich ein Statut zu geben habe, das die Verwaltung des Vermögens und die Beteiligung des Kreises regelt. Ab 1882 führte der Landrat den Vorsitz. Die Einführung der Kreisordnung für die Provinz Schleswig-Holstein vom 26. Mai 1888 (Preuß. Gesetz-Sammlung S. 139, § 145) führte den Sonderstatus fort.
Landrat Friedrich von Bülow überzeugte die Kreisversammlung 1905, eine Kreisumlage einzuführen, was die Finanzlage erheblich verbesserte. Er reorganisierte Haushalts- und Rechnungswesens und ließ in seiner Amtszeit (1900–1907) auch das Straßen- und Wegenetz erheblich ausbauen. Der Betrieb der umfangreichen Forsten des Landeskommunalverbandes mit seinen bedeutenden Einnahmen wurde ebenfalls rationalisiert.
Nach der Novemberrevolution 1918 wurde für alle Kreistage das allgemeine und direkte Wahlrecht eingeführt, so dass die Sonderbestimmungen für Lauenburg sich stark minimierten, doch bestand der Landeskommunalverband bis 1945 fort. Curth Schönberg, 1919 bis 1927 Landrat, gründete mit Mitteln des Landeskommunalverbandes 1924 die Lauenburgische Landeskraftwerke AG (LAULA). In seine Amtszeit fielen mehrere Versuche der preußischen Staatsregierung, lauenburgische Sonderrechte zu reduzieren. Schönberg konnte die Parzellierung und Besiedlung einzelner Domänen des Landeskommunalverbandes verhindern. 1925 weigerte sich Schönberg, in seinem Kreis die Wahlen zum Provinziallandtag, der Vertretung des schleswig-holsteinischen Provinzialverbandes, abzuhalten, die als Direktwahl im Widerspruch zum Vereinigungsgesetz von 1876 standen, demnach der Kreis nicht Teil des Verbandes war. Auf Anordnung des Preußischen Innenministeriums musste er die Wahlen im Januar 1926 nachholen lassen. Schönberg wurde verwarnt und musste eine Geldstrafe zahlen. Er wurde auf Betreiben des Innenministeriums schließlich 1927 beurlaubt und 1931 in den einstweiligen Ruhestand versetzt. Er wechselte jedoch als Vorstandsmitglied und später Aufsichtsrat zur LAULA.
Mit der Zweiten Durchführungsverordnung zum Gesetz über Groß-Hamburg und andere Gebietsbereinigungen (Groß-Hamburg-Gesetz) vom 11. März 1937 gingen die dem Landkreis bisher als Landeskommunalverband zustehenden öffentlichen Rechte und Pflichten auf den Provinzialverband über. Das Vermögen einschließlich des Domaniums verblieb dem Landkreis. Damit verlor der Kreis seine Sonderstellung auf dem Finanzsektor, was zur Umwandlung der Landesbank in die Kreissparkasse Herzogtum Lauenburg führte. Aus dem Landeskommunalverband wurde der Kreiskommunalverband mit erheblich geringeren Rechten.

## Leitung des Landeskommunalverbandes
Die Exekutive, Landratskollegium (1853–1876), Landschaftskollegium (1876–1882) bzw. Kreisausschuss (ab 1882) genannt, führte bis 1882 der Vorsitzende der Ritter- und Landschaft, der Erblandmarschall von Lauenburg. Ab 1882 übernahm der von der Kreisversammlung (Kreistag ab 1919) gewählte Landrat. Nach Aufhebung der Kommunaldemokratie 1933 folgten ernannte Landräte.
- 1858–1882: Friedrich Gottlieb von Bülow (Freikonservative Partei), Erblandmarschall
- 1882–1897: Oskar von Dolega-Kozierowski als gewählter Landrat
- 1897–1900: Graf Konrad Finck von Finckenstein, als gewählter Landrat
- 1900–1907: Friedrich von Bülow, als gewählter Landrat
- 1907–1919: Emil Mathis, als gewählter Landrat
- 1919–1927: Curth Schönberg (DNVP), als gewählter Landrat, beurlaubt und 1931 in den einstweiligen Ruhestand versetzt
- 1927–1933: Gustav Voigt, als gewählter Landrat
- 1933–1945: Vakanz, Kreistag aufgehoben
  - 1933–1938: Theodor Fründt (NSDAP), geschäftsführend als ernannter Landrat
  - 1939–1945: Erich Jüttner (NSDAP), geschäftsführend als ernannter Landrat, ab 1942 vertreten durch Traugott von Heintze

## Bibliographie
- Bericht über die Verwaltung und den Stand der Angelegenheiten des Kreis- und Landeskommunalverbandes Herzogtum Lauenburg für das Jahr 1908, Kreis- und Landeskommunalverband Herzogtum Lauenburg (Hg.)
- Bericht über den Stand der Angelegenheiten des Kreis- und Landeskommunalverbandes Herzogtum Lauenburg für das Jahr … (1909–1918, 1921–1931), Kreis- und Landeskommunalverband Herzogtum Lauenburg (Hg.), erschienen für die Jahre 1909–1918, 1921–1931
- Haushaltsplan des Lauenburgischen Landes-Kommunal-Verbandes, Lauenburgischer Landeskommunalverband (Hg.), 1901–1936